# Križaljka (Zagreb)
Križaljka: enigmatski tjednik je bio hrvatski zagonetački tjednik iz Zagreba. Prvi broj izašao je prosinca 1941. godine, a zadnji u ožujku 1945. godine. Izdavač i glavni urednik bio je Ivan Rast.